# Либерт, Оттмар
О́ттмар Ли́берт (нем. Ottmar Liebert; 1 февраля 1959, Кёльн, ФРГ) — немецкий композитор и музыкант. Отец — китаец, мать — венгерка.

## Карьера
Первоначально Оттмар Либерт играл альтернативную музыку (рок-н-ролл), сначала в родной Германии, а затем в Бостоне (США). Позднее Оттмар обосновался в Санта-Фе (штат Нью-Мексико), где в 1989 году основал ансамбль Luna Negra (Чёрная Луна), исполняющий музыку в стиле «новое фламенко» (элементы фламенко, перемешанные с другими популярными музыкальными стилями — джазом, босса-новой и индусской традиционной музыкой).
Помимо Оттмара в ансамбле играют его брат Стефан и басист Джон Гаган. Сам Оттмар определяет свой коллектив как «каучуковая группа» (rubber band), — иными словами, группа, членство в которой для её участников постоянно меняется — то они в отпуске, а то они возвращаются из отпуска, играют и снова уходят в отпуск.
С 1990 года Оттмар Либерт выпустил в общей сложности 25 альбомов, включая записи живых концертов. За своё творчество в общей сложности он получил 38 «Золотых» (Gold Award) и «Платиновых» (Platinum Award) наград от Американской ассоциации звукозаписывающих компаний.
В мае 2006 года Оттмар стал дзэн-буддийским монахом в Кандзэон дзэн-центре (Kanzeon Zen Center) в Солт-Лейк-Сити (штат Юта).

## Дискография
'Студийные альбомы'
- Marita: Shadows & Storms (1989)
- Got 2 Go (When Love Calls) (?)
- Nouveau Flamenco (1990)
- Poets & Angels (1990)
- Borrasca (1991)
- Solo Para Ti (1992)
- Santa Fe (Single) (1993)
- The Hours Between Night + Day (1993)
- Euphoria (1995)
- ¡Viva! (1995)
- Opium (1996)
- Leaning Into The Night (1997)
- Havana Club (Single) (1997)
- Rumba Collection 1992—1997 (1998)
- Innamorare — Summer Flamenco (1999)
- Nouveau Flamenco — 1990—2000 Special Tenth Anniversary Edition (2000)
- Christmas + Santa Fe (2000)
- Little Wing (2001)
- In The Arms Of Love (2002)
- The Santa Fe Sessions (2003)
- 3 is 4 Good Luck (2003).
- Nouveaumatic (2003)
- La Semana (Digipak/33rd Street) (2004)
- La Semana (Limited Edition) (2004)
- Winter Rose: Music Inspired by the Holidays (2005)
- Tears in the Rain (Listening Lounge only) (2005)
- One Guitar (2006)
- Up Close (2008)
- The Scent of Light (2008)
- Petals on the Path (2010)
- Santa Fe (2011)
- Dune (2012)